# کلیزویل (آلاباما)
کلیزویل (به انگلیسی: Claysville) یک منطقهٔ مسکونی در ایالات متحده آمریکا است که در آلاباما واقع شده‌است. کلیزویل ۱۸۹٫۸۹ متر بالاتر از سطح دریا واقع شده‌است.